# Emery Kibal
Emery Kibal Nkufi Mansong’loo CP (ur. 23 grudnia 1969 w Kimputu) – kongijski duchowny rzymskokatolicki, pasjonista, od 2015 biskup diecezji Kole w Demokratycznej Republice Konga.

## Życiorys
5 września 1988 w Kinszasie wstąpił do Zgromadzenia Męki Pańskiej. 2 sierpnia 1992 złożył pierwsze śluby zakonne. Studiował w Instytucie św. Augustyna w Kinszasie oraz w „Tangaza College” w Nairobi w Kenii. 31 lipca 1998 złożył śluby wieczyste, a 2 sierpnia tego roku przyjął święcenia kapłańskie w parafii św. Teresy w Kinszasie. 
Następnie pełnił funkcje wikariusza parafialnego parafii św. Rodziny w Ototo w diecezji Tschumbe (1998-1999) i proboszcza misji katolickiej w Lumbi w diecezji Kikwit (1999-2000). W latach 2002–2005 odbył studia licencjackie z liturgiki w Papieskim Instytucie Liturgicznym „Anselmianum” w Rzymie. W latach 2005–2013 przez dwie kolejne kadencje pełnił funkcję przełożonego kongijskiej prowincji pasjonistów. W tym czasie wykładał liturgikę w różnych miejscach formacyjnych w Kinszasie. 6 maja 2015 papież Franciszek mianował go biskupem diecezji Kole. Sakrę biskupią przyjął 9 sierpnia tego roku.